# Bundesgymnasium und Bundesrealgymnasium Purkersdorf
Das Bundesgymnasium und Bundesrealgymnasium Purkersdorf (BG/BRG Purkersdorf) ist eine öffentliche allgemeinbildende höhere Schule (AHS) in Purkersdorf im Bundesland Niederösterreich.

## Geschichte
Die offizielle Eröffnung des Gymnasiums fand 1996 statt. Ursprünglich wurde es als Privatgymnasium eröffnet, dessen Trägerschaft die Gemeinde übernahm. Der Unterricht fand in einem Container-Holzhaus statt, das als provisorisches Schulgebäude diente. Im ersten Schuljahr wurden 64 Schülerinnen und Schüler von zwölf Lehrerinnen und Lehrer unterrichtet. 2002 wurde es zum Bundesgymnasium erhoben und völlig neu gebaut. Mit dem 2004 eröffneten Neubau wurde die Umwandlung von einer Privat- in eine öffentliche Schule vollendet. Im Jahr 2015 wurde aufgrund des rasanten Wachstums der Schule erneut ein Erweiterungsbau durchgeführt, der als „Würfel“ bezeichnet wird.
2008 entwickelte sich zudem ein zweiter Standort im benachbarten Tullnerbach, der ursprünglich als dislozierte Außenstelle des Gymnasiums Purkersdorf eingerichtet wurde und heute als Wienerwaldgymnasium eigenständig ist.

## Schulleitung
Bis September 2024 wurde das Gymnasium von Irene Ille geleitet, die neben ihrer Funktion als Direktorin auch die Fächer Mathematik und Physik unterrichtete. Nach 28 Jahren im Amt trat sie in den Ruhestand. Ihre Nachfolge trat Harald Ruiss an, der zuvor 18 Jahre lang als Lehrer für Deutsch, Geschichte und Informatik an einer Höheren Technischen Bundeslehranstalt tätig war und außerdem 17 Jahre lang als Schiedsrichter arbeitete.

## Bildungsangebot
In der Unterstufe wird auf eine breiten Allgemeinbildung gesetzt. Im Realgymnasium können die Schülerinnen und Schüler zwischen einem kreativen sowie einem naturwissenschaftlichen Schwerpunkt wählen. Innerhalb des kreativen Schwerpunkts werden die Schülerinnen und Schüler in bildnerischer Erzierhung und technischem Werken unterrichtet. Im naturwissenschaftlichen Schwerpunkt findet ein erweiterter Unterricht in Physik, Chemie und Biologie statt. Außerdem wird in der Oberstufe ein großer Fokus auf Spracherziehung gelegt. Neben Deutsch wird auch Englisch, Französisch, Latein, Russisch und Spanisch unterrichtet.
Mit der Erasmus+ Akkreditierung fokussiert sich das Gymnasium auf eine europäische Dimension der Unterrichtseinheiten. Dabei steht die Förderung von Vielfalt, Toleranz und demokratischer Teilhabe im Vordergrund.
Das Gymnasium in Purkersdorf ist zudem eine Umweltzeichen-Schule. Im Rahmen dessen werden Werte wie Nachhaltigkeit und Umweltbewusstsein vermittelt.